# Kiraro (vattendrag i Burundi)
Kiraro är ett vattendrag i Burundi.   Det ligger i provinsen Muyinga, i den nordöstra delen av landet, 120 kilometer nordost om huvudstaden Bujumbura.
Omgivningarna runt Kiraro är en mosaik av jordbruksmark och naturlig växtlighet. Runt Kiraro är det ganska tätbefolkat, med 214 invånare per kvadratkilometer.